# The Haunted
Gli Haunted sono un gruppo svedese death metal nato dalle ceneri degli At the Gates, dato che fu formato dai fratelli Anders e Jonas Björler che ricoprono, rispettivamente, il ruolo di chitarrista e bassista. Il loro stile non può essere inquadrato solamente nel death metal dato che presenta anche cenni evidenti di post-thrash metal e metalcore (inteso nell'accezione originale del termine), tuttavia talvolta ripropongono le sonorità tipiche degli At the Gates.

## Storia

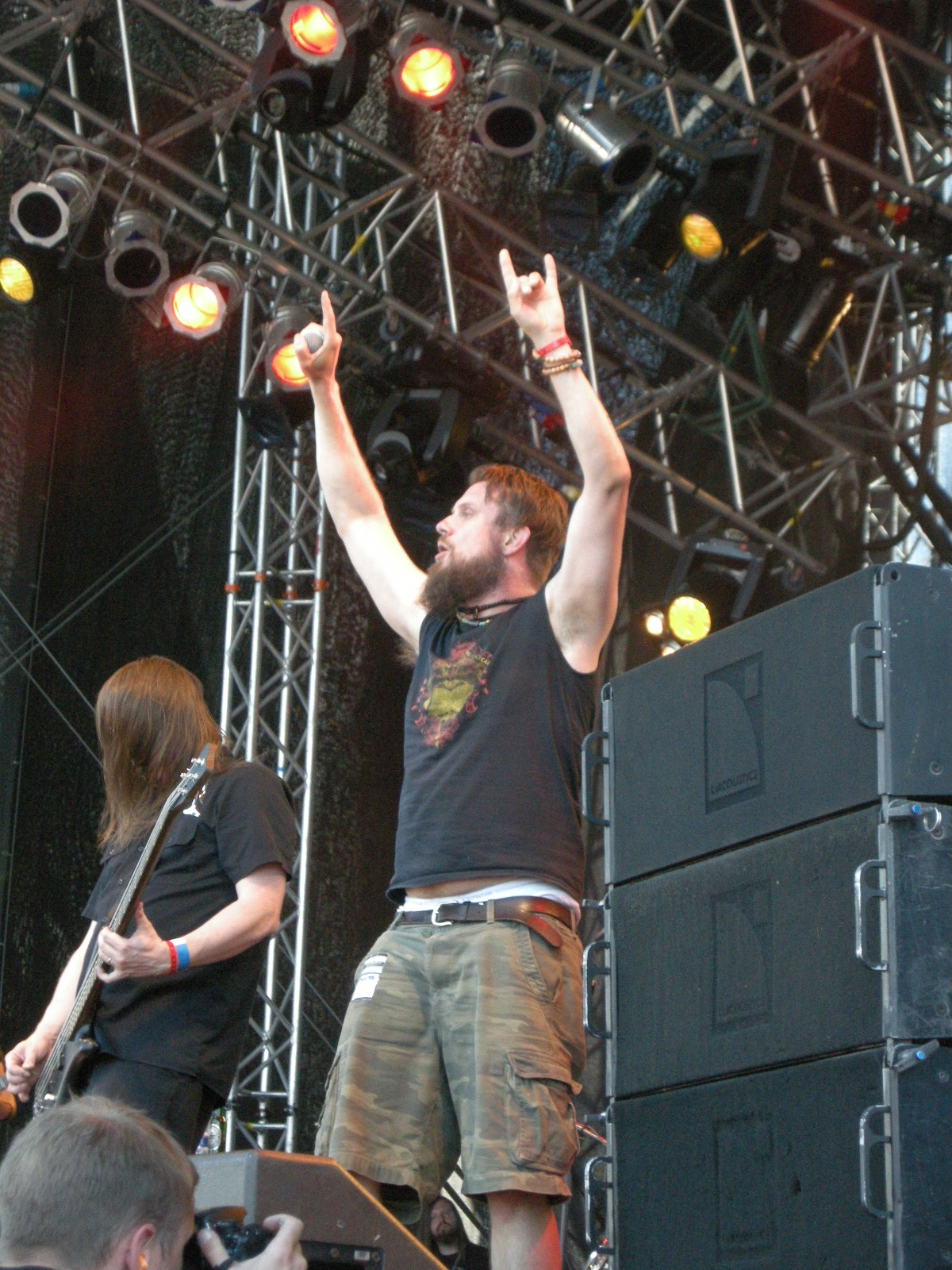
Jonas Björler e Peter Dolving al Metaltown 2009

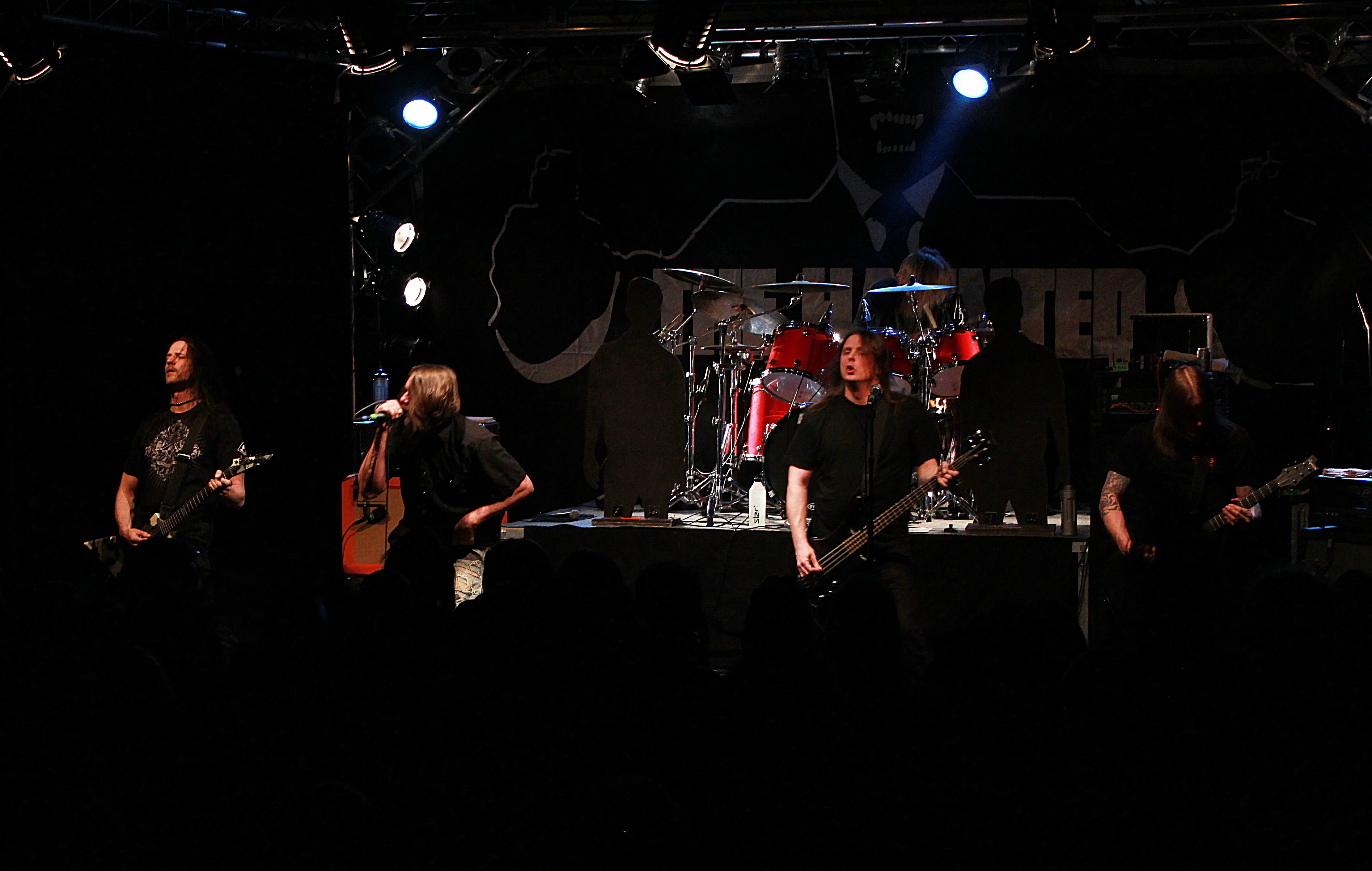
I The Haunted a Falun nel 2011

Il primo disco del gruppo fu pubblicato nel 1998, e fu intitolato semplicemente The Haunted, che prese le distanza dal tipico sound degli At the Gates proponendo un'originale e furiosa miscela metalcore; come cantante fu arruolato Peter Dolving che lasciò la band dopo poco tempo per essere sostituito da Marco Aro. Questi cantò nei due successivi album del gruppo The Haunted Made Me Do It e One Kill Wonder che portarono la band sui più classici territori del thrash metal.
Dolving ritornò nella band nel 2003, con cui ha registrato gli ultimi 4 dischi. Il primo di questi, rEVOLVEr, segna una certa evoluzione stilistica degli Haunted e raccolse i favori della critica, il successivo The Dead Eye è ancora più sperimentale e caratterizzato da sonorità meno pesanti e veloci, mentre Versus segna un ritorno a sonorità più aggressive.
Recentemente la band ha pubblicato un CD/DVD live intitolato Road Kill.
Nel 2011 è stato pubblicato l'album successivo, del quale il gruppo si è dichiarato soddisfatto: "E così, abbiamo terminato il lavoro. L'album si intitolerà Unseen e sarà nei negozi a partire da marzo 2011. Abbiamo trascorso un mese e mezzo con Tue Madsen che ha tirato fuori da ognuno di noi il meglio e che ha fatto un incredibile lavoro di mixaggio".

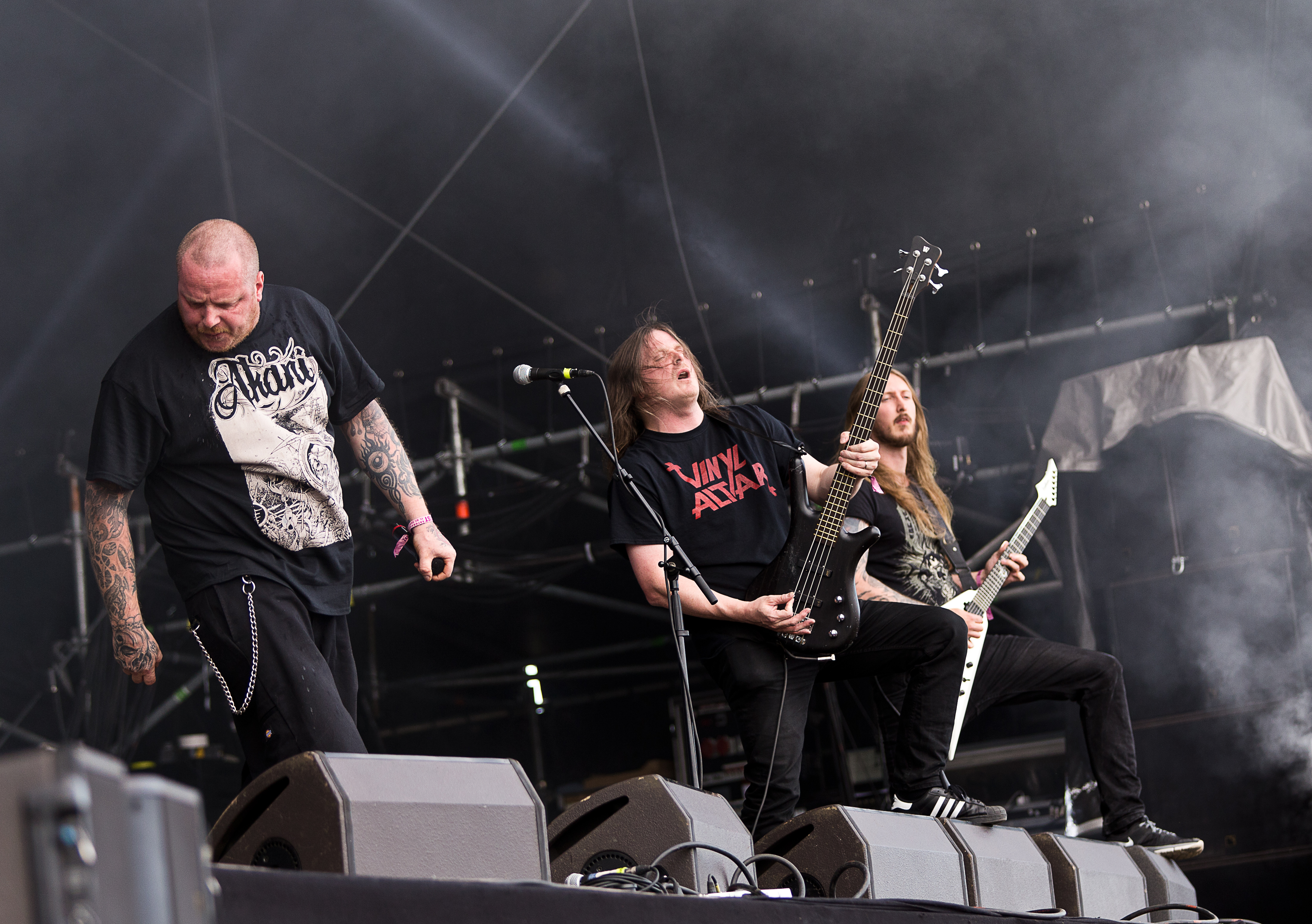
I The Haunted al Rockharz Open Air 2015. Da sinistra a destra: Marco Aro, Jonas Björler e Ola Englund

Il 29 febbraio 2012 Peter Dolving lascia di nuovo la band. Il 16 ottobre seguente lo seguono altri due membri della band, ovvero il chitarrista Anders Björler ed il batterista Per Möller Jensen. Il futuro della band sembra questo punto in forte dubbio.
Susseguentemente, Jonas Bjorler annuncia sulla pagina ufficiale Facebook del gruppo di essere ancora fortemente coinvolto e parte del progetto assieme a Patrick Jensen, ma che la dipartita di ben tre membri rende precario il futuro dei The Haunted, di fatto mettendo in stallo l'attività della band.
Nel giugno 2013, attraverso un video diffuso sul canale YouTube ufficiale della band, i The Haunted annunciano l'ingresso di tre nuovi musicisti, due dei quali ex membri del gruppo (il batterista Adrian Erlandsson e il cantante Marco Aro), oltre al chitarrista solista Ola Englund. L'anno successivo esce Exit Wounds, mentre nel 2017 esce Strength in Numbers.
Dopo la seconda metà del 2024 passata in studio a registrare un nuovo album, Songs of Last Resort, il settimo in studio del gruppo, verrà pubblicato nel maggio 2025. Viene anticipato dal singolo Warhead il 21 marzo 2025.

## Formazione

### Formazione attuale
- Patrick Jensen - chitarra (1996-presente)
- Jonas Björler - basso (1996-presente)
- Ola Englund - chitarra (2013-presente)
- Marco Aro - voce (1999-2003, 2013-presente)
- Adrian Erlandsson - batteria, percussioni (1996-1999, 2013-presente)

### Ex componenti
- Peter Dolving - voce (1997-1998, 2003-2012)
- Anders Björler - chitarra (1996-2001, 2002-2012)
- Per Möller Jensen - batteria, percussioni (1999-2012)
- John Zwetsloot - chitarra (1996)

### Ex turnisti
- Marcus Sunesson - chitarra (2001-2002)
- Mike Wead - chitarra (2001)
- Victor Brandt - basso (2019)

## Discografia

### Album in studio
- 1998 – The Haunted
- 2000 – The Haunted Made Me Do It
- 2003 – One Kill Wonder
- 2004 – rEVOLVEr
- 2006 – The Dead Eye
- 2008 – Versus
- 2011 – Unseen
- 2014 – Exit Wounds
- 2017 – Strength in Numbers
- 2025 – Songs of Last Resort

### Raccolte
- 2009 – Warning Shots

### Album dal vivo
- 2001 – Live Rounds in Tokyo
- 2010 – Road Kill
- 2010 – Live in Malmö

### EP
- 2014 – Eye of the Storm

### Split
- 2004 – Revolver/Tearing Down Your Blue Skies (split con i Diecast)
- 2005 – God Forbid/Manntis/The Haunted (split con God Forbid e Manntis)
- 2005 – Tsunami Benefit (split con Napalm Death e Heaven Shall Burn)
- 2006 – The Dead Eye (split con Napalm Death, Into Eternity, Heaven Shall Burn e Brand New Sin)

### Demo
- 1997 – Demo 1997

## Videografia
- 2001 - Live Rounds in Tokyo (DVD)
- 2002 - Caught on Tape (DVD)